# Elaphrus viridis
Elaphrus viridis es una especie de escarabajo del género Elaphrus, familia Carabidae. Fue descrita científicamente por G. Horn en 1878.
Se distribuye por América del Norte, en los Estados Unidos.

## Descripción
Esta especie posee un color verde metálico y bronce. Mide aproximadamente 0,6 centímetros (1/4 de pulgada) de largo. Se distingue de otros miembros del género por sus colores, el tamaño y el grado de vellosidad, entre otros aspectos.

## Dieta
El escarabajo tanto en su etapa larvaria como adulta, caza activamente artrópodos de cuerpo blando. Según los hábitos de otras especies de Elaphrus, es probable que el escarabajo se alimente principalmente de colémbolos.